# Apomorphie
Apomorphie (von altgriechisch από apo „ab, weg“ und μορφή morphē „Form, Gestalt“) ist ein grundlegendes Konzept der Kladistik (Methode der biologischen Systematik). Es beinhaltet ein im Zuge der Phylogenese eines Taxons neu entstandenes („fortschrittliches“, „abgeleitetes“) Merkmal. Das entsprechende Adjektiv für ein solches Merkmal lautet apomorph. Im Gegensatz dazu steht die Plesiomorphie, das ursprüngliche („primitive“) Merkmal. Alle diese Konzepte und Bezeichnungen gehen auf den deutschen Entomologen und Begründer der Kladistik Willi Hennig zurück.

## Unterbegriffe

Einfaches Beispielkladogramm mit Verzeichnung der Merkmale. Die Merkmale 3 bis 6 sind jeweils Autapomorphien der vier terminalen Taxa A bis D. Merkmale 1 und 2 sind jeweils Autapomorphien der Kladen A+B und C+D und zugleich Synapomorphien der terminalen Taxa A und B bzw. C und D. Man beachte, dass für die Topologie (die Gestalt der Verzweigungen) nur die beiden Synapomorphien ausschlaggebend sind. Die vier Autapomorphien der terminalen Taxa sind in dieser Hinsicht uninformativ.
Für den Fall, dass die terminalen Taxa A und B jeweils noch eine Schwestergruppe hätten (A′ und B′), die ebenfalls jeweils Merkmal 1 aufwiese, wäre für die vier terminalen Taxa A bis B′ dieses Merkmal plesiomorph.

Je nachdem, ob die Merkmale eines einzelnen Taxons in Abgrenzung zu anderen Taxa oder die gemeinsamen Merkmale der Subtaxa eines Taxons vergleichend betrachtet werden, spricht man entweder von Autapomorphien oder von Synapomorphien:
- Eine Autapomorphie ist ein apomorphes Merkmal, das neu im Grundmuster einer Art * oder eines (inklusiveren) monophyletischen Taxons vorkommt und dieses Taxon von anderen Taxa unterscheidet. Autapomorphien sind folglich essenziell für die Identifizierung und Beschreibung neu entdeckter Taxa.

- Eine Synapomorphie ist das gemeinsame Auftreten eines apomorphen Merkmals bei unmittelbar verwandten Taxa, das diese von ihrem jüngsten gemeinsamen Vorfahren ererbt haben. Der Begriff der Synapomorphie bildet damit zumindest eine Schnittmenge mit dem Begriff der Homologie.[2][3] Synapomorphien begründen mithin ein Schwestergruppenverhältnis und sind damit essenziell für die Ermittlung phylogenetischer Hypothesen (zumeist visualisiert durch Kladogramme) in der Kladistik.

Welche der beiden Bezeichnungen im konkreten Fall für ein Merkmal zu verwenden ist, Autapomorphie oder Synapomorphie, ist also davon abhängig, ob der abgrenzende Charakter des Merkmals eines einzelnen Taxons oder der vereinigende Charakter dieses Merkmals auf der nächstexklusiveren Hierarchieebene betont werden soll: Haare sind eine Autapomorphie des Taxons Säugetiere, aber im Vergleich der beiden Hauptlinien der Säugetiere sind Haare eine Synapomorphie der Taxa Kloakentiere und Theria (Beuteltiere + Plazentatiere).
In ähnlichem Maße relativ ist der Apomorphiebegriff insgesamt, denn die Autapomorphie an der Basis einer Klade hat innerhalb der in ihr enthaltenen weniger inklusiven Kladen den Charakter einer (Sym-)Plesiomorphie, d. h. die Haare, die an der Basis der Säugetiere autapomorph sind, sind bei den Untergruppen der Theria (sym-)plesiomorph. Dies bedeutet ferner, dass auch Symplesiomorphien homolog sind, wenngleich sie nicht auf den jüngsten gemeinsamen Vorfahren zurückgehen.

## Beispiele
Man beachte, dass insbesondere höherrangige Taxa oft nach ihrer Apomorphie oder einer ihrer auffälligsten Apomorphien benannt sind.
- Der Besitz von Milchdrüsen im Bereich von Brust und Bauch stellt ein gemeinsames Merkmal aller Säugetiere dar, das sie von den übrigen Landwirbeltieren (Amphibien, Reptilien und Vögel) abgrenzt.
- Die Blütenpflanzen (Bedecktsamer) unterscheiden sich von den übrigen Samenpflanzen durch die Umbildung der weiblichen Fortpflanzungsorgane zu einem Fruchtblatt (Karpell), das die Samenanlagen enthält und die Pollen zur Befruchtung aufnimmt.
- Das apomorphe Merkmale der Fluginsekten (Pterygota) besteht in der Präsenz von adrigen Flügeln, die an den Thoraxsegmenten ansitzen.
- Auch der Verlust von Strukturen („negatives Merkmal“) kann eine Apomorphie darstellen: So ist bei den Nacktschnecken das Gehäuse vollständig zurückgebildet. Allerdings sind allein negative Merkmale ungeeignet, Taxa zu begründen, da es wahrscheinlicher ist, dass Reduktionen unabhängig voneinander in verschiedenen Entwicklungslinien auftreten, als dass identische komplexe Strukturen unabhängig voneinander (konvergent) in verschiedenen Entwicklungslinien entstehen. Tatsächlich zeigt sich durch den Vergleich weiterer und „positiver“ Merkmale, dass die Reduktion des Gehäuses der Nacktschnecken keine Synapomorphie einer monophyletischen Gruppierung sein kann, sondern sich mehrfach in verschiedenen Linien der Schnecken vollzogen hat.